# Hannah Schubert
Hannah Schubert (* 1. prosince 1997 Innsbruck) je rakouská reprezentantka ve sportovním lezení, juniorská mistryně světa a Evropy v lezení na obtížnost.
Její starší bratr Jakob Schubert (* 1990) je olympijský medailista, mistr světa v lezení na obtížnost a několikanásobný vítěz v celkovém hodnocení světového poháru.

## Závodní výsledky
| Mistrovství světa | Mistrovství světa |
| Rok               | 2014              |
| ----------------- | ----------------- |
| Obtížnost         |                   |
| Rychlost          | —                 |
| Bouldering        |                   |

| Světový pohár | Světový pohár | Světový pohár |
| Rok           | 2017          | 2018          |
| ------------- | ------------- | ------------- |
| Obtížnost     |               |               |
| jednotlivě*   |               |               |
|               |               |               |
| Bouldering    |               |               |
| jednotlivě*   |               |               |
|               |               |               |
| Kombinace     |               |               |

| Mistrovství světa juniorů | Mistrovství světa juniorů | Mistrovství světa juniorů | Mistrovství světa juniorů |
| Rok                       | 2012 kat. B               | 2014 kat. A               | 2016 juniorky             |
| ------------------------- | ------------------------- | ------------------------- | ------------------------- |
| Obtížnost                 | 1                         | 1                         | 2                         |

| Mistrovství Evropy juniorů | Mistrovství Evropy juniorů | Mistrovství Evropy juniorů | Mistrovství Evropy juniorů |
| Rok                        | 2012 kat. B                | 2013 kat. A                | 2014 kat. A                |
| -------------------------- | -------------------------- | -------------------------- | -------------------------- |
| Obtížnost                  | 1                          | 3                          | 3                          |

| Evropský pohár juniorů | Evropský pohár juniorů | Evropský pohár juniorů | Evropský pohár juniorů |
| Rok                    | 2012 kat. B            | 2014 kat. A            | 2015 juniorky          |
| ---------------------- | ---------------------- | ---------------------- | ---------------------- |
| Obtížnost              | 2                      | 2                      | 3                      |